# Кольцо Людвига Прандтля
Кольцо Людвига Прандтля (нем. Ludwig-Prandtl-Ring) — награда за научные достижения в области аэродинамики.
Учреждена в 1957 году Германским аэрокосмическим обществом, присуждается ежегодно за «выдающуюся работу во всех областях авиации».
Название в честь Людвига Прандтля (1875—1953). Изготавливается ювелиром индивидуально из золота, весит 7 граммов, украшено редчайшим[чем?] горным хрусталём, на котором выгравирована летящая птица[уточнить]. Финансовой составляющей награда не имеет.
Традиционно проводятся встречи награждённых с молодыми учёными для развития диалога между ними и опытными учёными.
Среди россиян награды удостоен главный научный сотрудник Института теоретической и прикладной механики имени Христиановича Юрий Качанов (2008).

## Награждённые
- 1957 Теодор фон Карман
- 1958 Альберт Бетц
- 1959 Клаудиус Дорнье
- 1960 Фредерик Хэндли Пейдж
- 1961 Генрих Фокке
- 1962 Hermann Blenk
- 1963 Морис Руа
- 1964 Эрнст Шмидт
- 1965 Якоб Аккерет
- 1966 Адольф Буземан
- 1967 Giuseppe Gabrielli
- 1968 Ханс Липман
- 1969 Герман Шлихтинг
- 1970 Dietrich Küchemann
- 1971 Robert Legendre
- 1972 Людвиг Бёльков
- 1973 Клаус Осватич
- 1974 Уильям Рис Сирс
- 1975 August W. Quick
- 1976 Alec David Young
- 1977 Erich Truckenbrodt
- 1978 Роберт Томас Джонс
- 1979 Fritz Schultz-Grunow
- 1980 Герберт Вагнер
- 1981 Hans G. Küssner
- 1982 Курт Магнус
- 1983 Джеймс Лайтхилл
- 1984 Bernhard H. Goethert
- 1985 Луиджи Крокко
- 1986 Roger Béteille
- 1987 Holt Ashley
- 1988 Itiro Tani
- 1989 Karl Wieghardt
- 1990 Hubert Ludwieg
- 1991 Gero Madelung
- 1992 Ханс-Иоахим Пабст фон Охайн
- 1993 Xaver Hafer
- 1994 Josef Singer
- 1995 Вернер Альбринг
- 1996 Harvard Lomax
- 1997 Philippe Poisson-Quinton
- 1998 Jürgen Zierep
- 1999 Ханс Хорнунг
- 2000 Julius C. Rotta
- 2001 не вручалась
- 2002 Boris Laschka
- 2003 Klaus Gersten
- 2004 Egon Krause
- 2005 Wilhelm Schneider
- 2006 Richard Eppler
- 2007 Peter Hamel
- 2008 Юрий Качанов
- 2009 Siegfried Wagner
- 2010 Mike Gaster[5]
- 2011 не вручалась
- 2012 Джон Хатчинсон
- 2013 Gottfried Sachs
- 2014 Dietrich Hummel
- 2015 Dietmar Hennecke
- 2016 Egbert Torenbeek
- 2017 Helmut Sobieczky
- 2018 Hermann Fasel